# Agger
Agger je řeka v Německu v Severním Porýní-Vestfálsku, pravý přítok Siegu. Je dlouhá 69 kilometrů. Pramení blízko Meinerzhagenu ve výšce 437 m n. m., poté teče přes Engelskirchen, Overath a Lohmar, aby se do Siegu vlila poblíž Siegburgu.